# Leonhard Förtsch
Leonhard Förtsch (* 3. Juli 1888 in Hohholz; † Dezember 1961) war ein deutscher Kommunalpolitiker (SPD).
Förtsch arbeitete als Lagerhalter der Konsumgenossenschaft. Ab 1919 war er Mitglied des Stadtrats von Zirndorf. Während der Zeit des Nationalsozialismus blieb ihm politische Betätigung untersagt. Nach dem Ende des Zweiten Weltkriegs war er zunächst Zweiter Bürgermeister von Zirndorf und vom 2. November 1949 bis zu seinem Tod Erster Bürgermeister.

## Ehrungen
- 1958: Verdienstkreuz am Bande der Bundesrepublik Deutschland
- Benennung der Leonhard-Förtsch-Straße in Zirndorf